# Pernille Larsen (fodboldspiller)
 Der er flere personer med dette navn, se Pernille Larsen.
Pernille Larsen (født 12. februar 1999) er en dansk fodboldspiller, der spiller angreb/forsvar for Brøndby IF i Gjensidige Kvindeligaen.
Hun har tidligere spillet for Ballerup-Skovlunde Fodbold i ligaen, indtil hun i vinterpausen 2019, skiftede til topklubben Brøndby IF.
Larsen har spillet på U/16-, U/17- og U/19-landsholdet flere gange i perioden mellem 2014 til 2018.